# Victor (1912–1984)
Victor, również Victor Gatinho lub Gatinho, właśc. Victor Corrêa Gonçalves (ur. 13 stycznia 1912 w Niterói, zm. 9 lipca 1984 w Rio de Janeiro) – piłkarz brazylijski grający na pozycji bramkarza.

## Kariera klubowa
Victor występował w klubie Botafogo FR. Z Botafogo trzykrotnie zdobył mistrzostwo stanu Rio de Janeiro – Campeonato Carioca w 1932, 1933 i 1934 roku.

## Kariera reprezentacyjna
Victor zadebiutował w reprezentacji Brazylii 4 grudnia 1932 w wygranym 2–1 meczu z reprezentacją Urugwaju, którego stawką było Copa Rio Branco 1932. Był to jego jedyny mecz międzypaństwowy. Ostatni raz w reprezentacji wystąpił 12 grudnia 1932 w meczu z urugwajskim klubem Club Nacional de Football. W meczach nieoficjalnych wystąpił 2 razy.